# Dcard
Dcard — соціальна мережа на Тайвані. Платформу створив Лін Юйкінь, на той час другокурсник Національного університету Тайваню, та інші студенти у 2011 році. Спочатку позиціонувався як сервіс, призначений для студентів, користувачі цього сервісу щоопівночі отримують картку профілю «Друг Дня», що стало джерелом натхнення для назви «Dcard», де початкове D є абревіатурою «Destiny» (укр. Доля).
Сервіс швидко завоював популярність у місцевих університетах, що незабаром спонукало команду засновників розгорнути у 2012 році послуги форуму спільноти, керованого дискусіями. У жовтні 2015 року була офіційно заснована компанія Dcard Taiwan Ltd. зі штаб-квартирою в Тайбеї, Тайвань.
Станом на листопад 2022 року Dcard стверджує, що є найвпливовішою платформою соціальних медіа серед молодих жителів Тайваню з понад 6 мільйонами членів, і її відвідують понад 18 мільйонів унікальних відвідувачів щомісяця. З 2018 року компанія розширює свої послуги на нові ринки по всьому світу, включаючи Гонконг, Макао та Японію під назвою «Dtto».

## Особливості

### Форуми спільноти
Як веб-сайт спільноти, що базується на дискусіях, контент Dcard в основному складається зі статей, створених користувачами, згрупованих у підфоруми за багатьма темами. Підфорумами керують добровільні модератори, які часто самі є активними користувачами.

### Електронна комерція
У 2019 році Dcard представила на своєму веб-сайті «Good Choice Taiwan» платформу електронної комерції, засновану на справжніх відгуках споживачів із переліченими продуктами, підібраними з товарів, які активно обговорюються на форумах.

### Виробництво відео
«Dcard Video» — офіційний канал на YouTube, який веде команда Dcard, що займається створенням відео. Використовуючи інтерактивні формати, такі як ток-шоу та вуличні інтерв'ю, контент Dcard Video черпає натхнення з актуальних тем на форумах, а також час від часу запрошує інших знаменитостей та інфлюенсерів приєднатися до дискусії. Станом на листопад 2022 року канал має понад 900 тисяч підписників.

### Вибрані персонажі

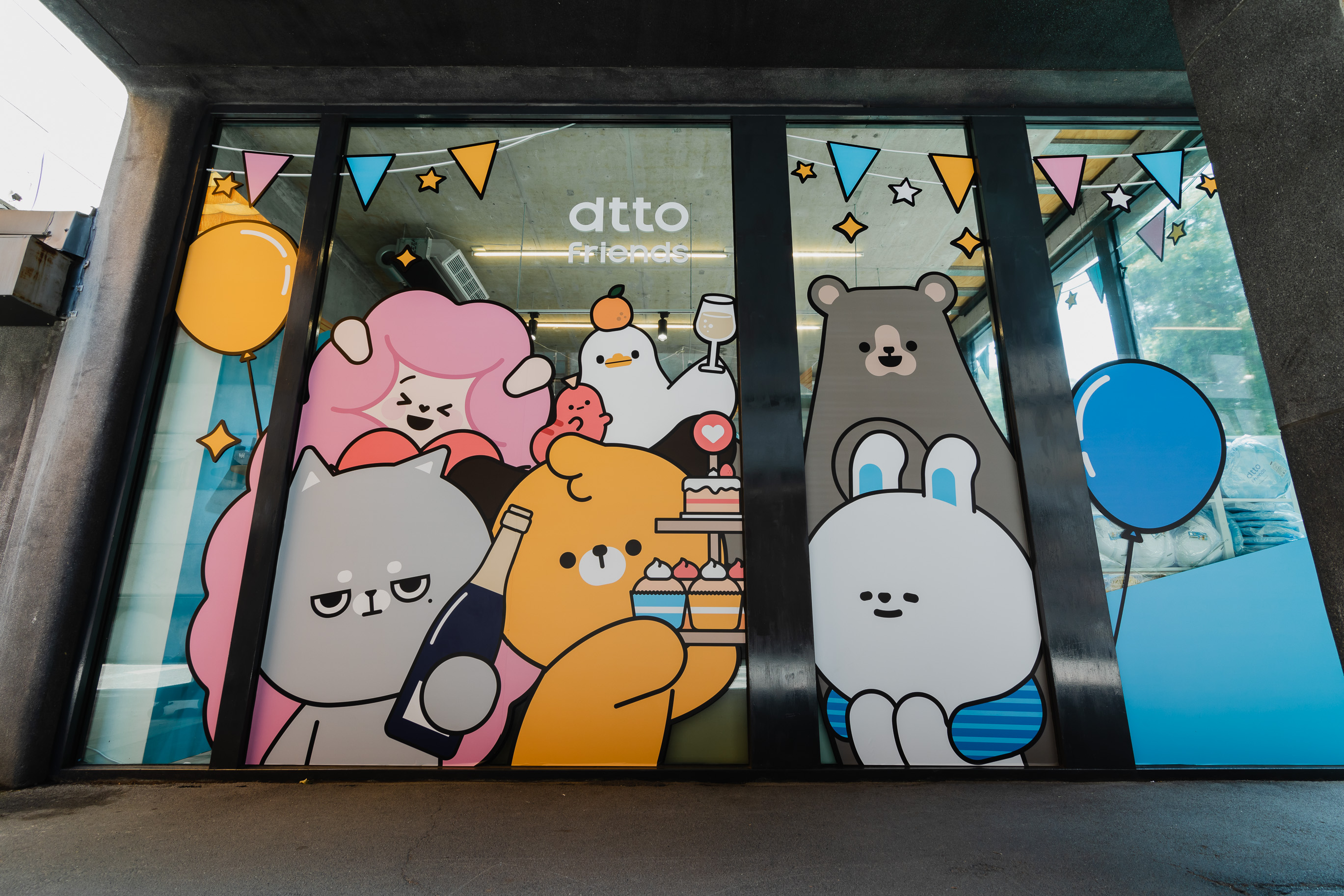
Зовнішній вигляд поп-ап магазину dtto friends у творчому парку Huashan 1914 у 2022 році

«dtto friends» — група персонажів, створених компанією Dcard. Персонажі були вперше представлені у вигляді емодзі-стікерів на форумах, а потім у вигляді ілюстрацій у стилі коміксів та коротких відеороликів на різних платформах соціальних мереж. У 2022 році в Тайбеї відбулася подія поп-ап магазину dtto friends.